# Heckengereuth
Heckengereuth ist ein Ortsteil der Stadt Schleusingen im Landkreis Hildburghausen in Thüringen.

## Lage
Heckengereuth liegt 409 Meter über NN unmittelbar an der Talsperre Ratscher. Das Dorf befindet sich auf der Südwestabdachung des Thüringer Waldes südöstlich von Schleusingen neben der neuen Bundesautobahn 73 in kupiertem Gelände seiner Gemarkung.

## Geschichte
Der Ort ist mit seinen 107 Einwohnern der kleinste Ortsteil von Schleusingen. Heckengereuth wurde am 16. Juni 1354 erstmals urkundlich erwähnt. Bis 1815 gehörte Heckengereuth zum hennebergischen bzw. kursächsischen Amt Schleusingen und gelangte dann an den Kreis Schleusingen der neugebildeten preußischen Provinz Sachsen, bei dem er bis 1945 verblieb.
Dem Bau des Stausees von 1975 bis 1983 fielen die historische Forkelsmühle aus dem Jahre 1720 und das Wohnhaus des Schmiedemeisters Kümpel zum Opfer. Das unter Denkmalschutz stehende alte Gemeindehaus wurde 2002 abgetragen und ist heute im Hennebergischen Museum Kloster Veßra zu besichtigen. 1956 wurde Heckengereuth nach Ratscher eingemeindet. Am 22. Februar 1994 wurde die Gemeinde Teil der Stadt Schleusingen.